# Uráli nyelvcsalád

Az uráli nyelvek elterjedése Európában és Ázsiában

Az uráli nyelvcsalád a természetes nyelvek egyik nyelvcsaládja. Elterjedési területe főként Közép- és Északkelet-Európa, valamint Északnyugat-Ázsia vidéke. Beszélőinek száma 24 millió fő körüli.
1964 előtt finnugor nyelvcsaládról beszéltek, ahhoz képest néhány nyelvvel többet tartalmaz az uráli nyelvcsalád.
Az uráli népek az uráli nyelvcsalád nyelveit beszélő népek összefoglaló elnevezése. A nyelvcsalád legnépesebb tagjai a magyar, a finn és az észt nyelv, melyek mind a finnugor csoportba tartoznak. Európában az indoeurópai nyelvcsalád után a második helyet foglalja el.

## Osztályozás
Az uráli nyelvcsalád tagjai:
- Szamojéd nyelvek
  - Északi ág
    - enyec (jenyiszeji szamojéd)
    - nganaszan (tavgi szamojéd)
    - nyenyec (jurák szamojéd)

  - Déli ág
    - szölkup (osztják-szamojéd[1])
    - † kamassz
    - † karagasz
    - † kojbál
    - † mator
    - † targi
- Finnugor nyelvek
  - Ugor ág
    - magyar
    - obi-ugor nyelvek
      - manysi (vogul)
      - hanti (osztják)

  - Finn-permi ág
    - Permi csoport
      - udmurt (votják)
      - komi (zürjén)
      - komi-permják

    - Finn-volgai csoport
      - mari (cseremisz)

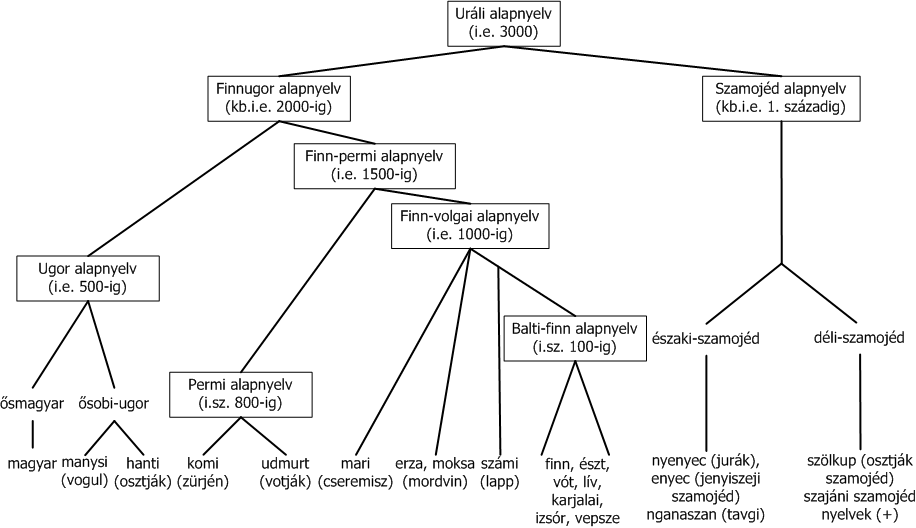
Az uráli nyelvcsalád rokonsági viszonyai (a nyelvek szétválásának feltételezett évszámaival)

      - mordvin (erza, moksa és †muroma dialektus)
      - számi (lapp)
      - balti finn vagy finnségi nyelvek
        - északi csoport
          - finn (két nagy dialektusa: meänkieli és kven, de egyesek szerint ezek különálló nyelvek)
          - izsór
          - karjalai (karéliai)
          - † merja (meri)
          - vepsze

        - déli csoport
          - észt
          - † lív

        - vót

(A † jel a kihalt nyelveket jelzi.)
A 2016-ban kiadott iskolai történelmi atlasz szerint a csuvas nyelv is az uráli nyelvek közé tartozik, de erről közelebbi információt nem árul el. A csuvas nyelvet jelenleg a török nyelvek közé sorolják.

## Az uráli nyelvcsalád jellemzői
- nagyszámú toldalék használata (agglutinálás, „ragasztás”)
- számos nyelvtani eset használata (az indoeurópai 4–7 esetnél jóval több, a magyarban például 18)
- nincs nyelvtani nem
- a jelző megelőzi a jelzett szót
- számnevek után egyes szám áll (sok ember, nem „sok emberek”)[2]
- a névszói állítmány gyakorisága (azaz a névszói ige hiánya), például Pista tanár, nem „Pista tanár van” (ez nem feltétlen jellemző a mai finnugor nyelvekre, például: "Pista on opettaja" )
- a birtoklást az indoeurópai nyelvekkel ellentétben ige nélkül, birtokos személyjellel és részeshatározóval fejezzük ki (például Nekem van lovam, nem „Én birtoklok lovat”); az indoeurópai nyelvek ugyanerre egy birtoklást kifejező igét használnak (latin habere, angol to have, német haben, spanyol tener – eredetileg „tartani”, stb.)
- birtokos személyragozás (kutyám, kutyád stb.)

## Rokonítás más nyelvcsaládokkal
A nyelvcsalád távolabbi rokonait két irányban keresték: az indoeurópai nyelvek, valamint az altaji nyelvek között. Később felvetődött a jukagirral, valamint a dravida nyelvekkel való rokonság. Ezekkel a nyelvcsaládokkal azonban nem sikerült olyan szabályos szókincsbeli megfelelések sorát felmutatni, ami a nyelvrokonságot elfogadottan bizonyítaná. A rokon vonások ezekben az esetekben valószínűleg vagy az őskoron túli távoli évezredekre nyúlnak vissza, vagy a későbbi szoros kapcsolat miatti nyelvi hatásokról van szó.

## Uráli népek

### Őshaza
Az uráli nyelvek közös eredetére, őshazájára vonatkozóan többféle elmélet létezik.
A proto-uráli (ősuráli) nyelv származása (és annak kiterjedtsége) vitatott. A több tudományág eredményét fölhasználó uráli őshazaelmélet alapján e terület a Közép-Uraltól északra, és az Ob folyó alsó és középső folyásánál lehetett. Ez a nézet növényföldrajzi, paleobotanikai adatokat kombinált nyelvészeti (növényneveket összehasonlító módon egybevető) megfontolásokkal: szibériai és kelet-európai fafajok területi eloszlását vetették egybe a megfelelő növénynevek egyes uráli nyelvekben való meglétével, összehasonlító módszerekkel kiszűrve a proto-uráli állapot szempontjából érdektelen neveket.
Más források az Urál hegység nyugati oldalára, illetve az Urál és a Baltikum közé helyezik a feltételezett őshazát. A nyelvcsalád finnugor és szamojéd ágra bomlását az i. e. 4. évezred elejére teszik.

### Az uráli népek mai földrajzi elhelyezkedése
Az uráli (azaz finnugor és szamojéd) nyelvcsaládhoz tartozó nyelveket beszélők közül a magyarok, a finnek és az észtek önálló államokban élnek, amelyek az EU tagjai. A lívek a szintén EU-tagállam Lettország lakosai. A lappok nagy része Skandináviában, illetve Finnországban, kisebb része Oroszországban a Kola-félszigeten él.
Az Oroszországban élő uráli népek közül a karélok (karjalaiak), a mordvinok, a marik, az udmurtok és a komik köztársaságban, a manysik, a hantik és a nyenyecek autonóm körzetben élnek. (A komi-permjákok a közelmúltig szintén autonóm körzetben éltek, ám ezt összeolvasztották Perm megyével, így alakítva ki a Permi táj (Permszkij kraj) közigazgatási egységet.) A kis létszámú balti finn népek (vepsze, izsór), a szamojéd csoportba tartozó enyecek, nganaszanok és szölkupok, valamint a Kola-félszigeten élő lappok legjobb esetben is csak helyi önkormányzati képviselettel rendelkeznek.
| terület                                                             | nép            | 1989  | 2002  |
| ------------------------------------------------------------------- | -------------- | ----- | ----- |
| Karjalai Köztársaság                                                | karjalaiak     | 10%   | 9,2%  |
| Mordóvia                                                            | mordvinok      | 32,5% | 31,9% |
| Marij El                                                            | marik          | 43,3% | 43,3% |
| Komi Köztársaság                                                    | komik          | 23,3% | 13%   |
| Udmurtia                                                            | udmurtok       | 30,9% | 31%   |
| Hanti-Manysi Autonóm Körzet – Jugra                                 | hantik         | 0,9%  | 1,2%  |
| Hanti-Manysi Autonóm Körzet – Jugra                                 | manysik        | 0,5%  | 0,7%  |
| Jamal-Nyenyec AK                                                    | nyenyecek      | 4,2%  | 5,2%  |
| Dolgan-Nyenyec AK                                                   | nyenyecek      | 4,4%  | 7,7%  |
| Arhangelszki terület (ezen belül nincs külön adat a Nyenyec AK-ról) | nyenyecek      | 0,5%  | 0,6%  |
| Komi-Permják Autonóm Körzet                                         | komi-permjákok | 60,2% | 59,0% |

Mindegyik finnugor népnek jelentős hányada él az etnikai hazáján, azaz a róla elnevezett területen kívül. A diaszpórában élők helyzete mind az anyanyelvű iskoláztatás és az anyanyelvű pedagógusképzés, mind a könyvkiadás és az anyanyelvű média szempontjából kedvezőtlenebb még az anyaországinál is. Pozitív kivételt jelentenek a Baskíriában (Baskortosztán) élő finnugor népek – elsősorban a marik – helyzete, mivel ott nem csupán az anyanyelvű oktatást, hanem a pedagógusképzést is biztosítják számukra.
2002-ben a karjalaiak 70,3% élt a Karjalai Köztársaságban. a mordvinok 33,7%-a Mordóviában, a marik 51,7%-a a Marij Elben, a komik 87,4%-a a Komi Köztársaságban, az udmurtok 72,3%-a Udmurtiában.
A közigazgatási rendszer átalakítása akut veszélyt jelent az őslakosság számára. 2006-ban megszűnt a Komi-Permják Autonóm Körzet, összeolvasztották Perm megyével (Permszkaja oblaszty), így létrehozva a Permi tájat (Permszkij kraj). Ennek következtében az egyetlen, a saját területén egykor többségben (59%) élt finnugor nép az új közigazgatási egység lakosságának mindössze 4%-át teszi ki.
A kisebbségi kérdés államtalanítása és folklorizálása is káros folyamat. 2004 tavaszán megszűnt a föderális Kisebbségügyi Minisztérium; funkcióját akkor a Kulturális Minisztérium egy főosztálya vette át (miközben Oroszországban mintegy 170 nép él); újabban a Területfejlesztési Minisztérium is foglalkozik a kisebbségi kérdéssel.
A finnugor köztársaságokban ugyanakkor elvileg – törvény értelmében – a névadó nép nyelve egyenrangú az orosszal.
|              | 1989      | 2002      | Változás (%) |
| ------------ | --------- | --------- | ------------ |
| mordvin      | 1 073 000 | 843 350   | –21          |
| udmurt       | 715 000   | 636 906   | –11          |
| mari         | 643 000   | 604 298   | –6           |
| komi         | 337 000   | 293 406   | –13          |
| komi-permják | 147 000   | 125 235   | –15          |
| karjalai     | 125 000   | 93 344    | –26          |
| vepsze       | 12 000    | 8240      | –31          |
| hanti        | 22 000    | 28 678    | 30           |
| manysi       | 8000      | 11 432    | 38           |
| kolai lapp   | 1800      | 1991      | 10           |
| nyenyec      | 34 000    | 41 302    | 21           |
| szölkup      | 3600      | 4249      | 16           |
| nganaszan    | 1300      | 834       | –35          |
| enyec        | 200       | 237       | 19           |
| Összesen     | 3 122 900 | 2 693 502 | –13,7        |